# サッカートルクメニスタン代表
サッカートルクメニスタン代表（サッカートルクメニスタンだいひょう、トルクメン語:Türkmenistanyň milli futbol ýygyndysy）は、トルクメニスタンサッカー連盟（TFF）によって編成されるトルクメニスタンのサッカーのナショナルチームである。ホームスタジアムは首都、アシガバートにあるアシガバート・スタジアムとコペトダグ・スタジアム。

## 歴史
トルクメニスタンの独立後、初の国際試合は1992年6月1日のカザフスタン戦であった。28日には同じく中央アジアのウズベキスタンと対戦した。

### 2000年代

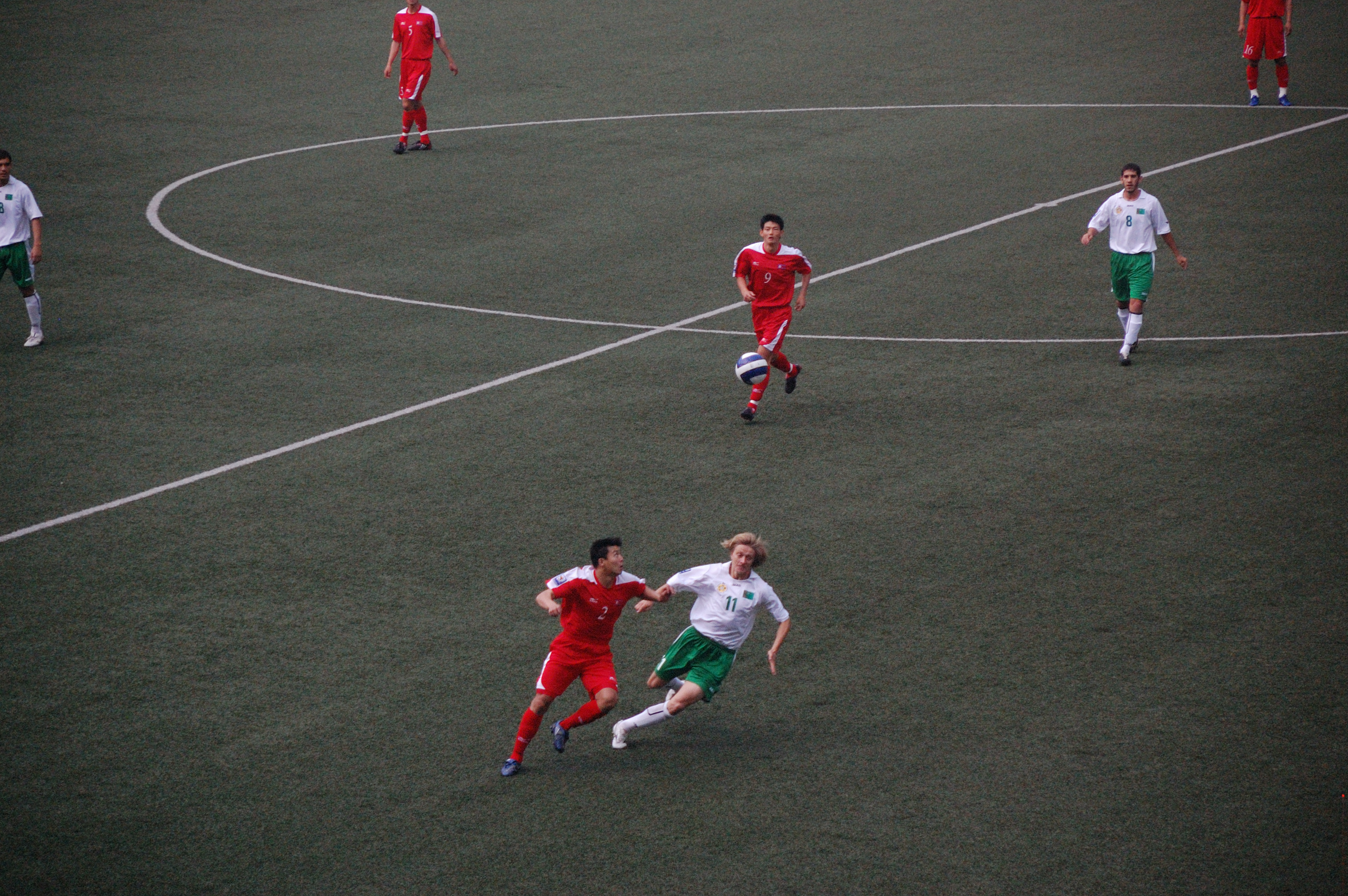
2008年6月に行われたトルクメニスタン対北朝鮮の試合

AFCアジアカップ2004予選ではグループGに割り振られ、UAE、シリア、スリランカと同組になった結果、勝ち抜いてAFCアジアカップ初出場を決めた。
2003年秋に開催された2006 FIFAワールドカップ・予備予選第1戦ではアフガニスタンを11-0という大差で下した。2戦目も2-0で勝利し、 同年12月、このような実績から初めてFIFAランキングにおいて100位台を脱した。
中国で開催された2004年のアジアカップではグループCとなり、隣国のウズベキスタン、サウジアラビア、イラクと同組になったが1分2敗でグループリーグ敗退となった。

### 2010年代
2010年2月に開催されたAFCチャレンジカップ2010では初めて決勝進出を果たしたが、北朝鮮にPK戦の末敗れ、準優勝となった。2012年大会でも決勝に進出したが再び北朝鮮に1-2で敗れ、またしても大会制覇を逃した。2012年大会と2014年大会は優勝国にAFCアジアカップ2015（オーストラリア開催）の出場権が与えられていたが、11年ぶりの出場はならなかった。特に2014年大会ではグループリーグで敗退したため、10月に首脳陣全員が解任された。
2011年の2014 FIFAワールドカップ・アジア2次予選ではインドネシアとホーム・アンド・アウェー方式で対戦したが、1分1敗・2戦合計4-5で3次予選に進出できなかった。

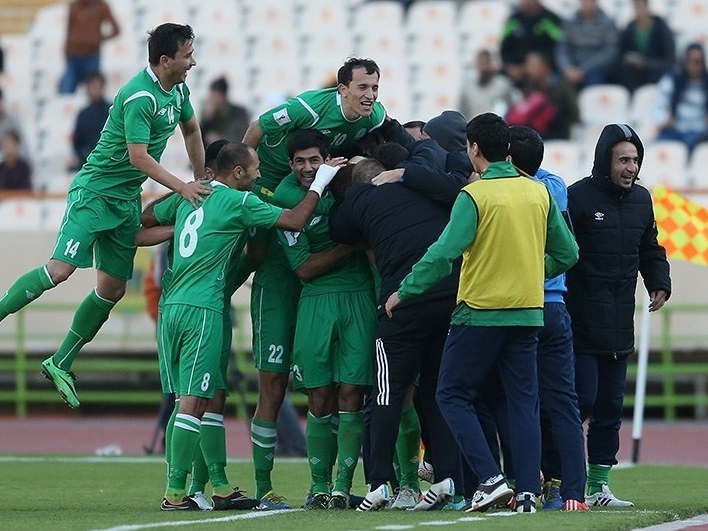
トルクメニスタン対イラン（2018 FIFAワールドカップ予選・テヘラン）

2018 FIFAワールドカップ・アジア予選では2次予選から参加。4勝1分3敗でワールドカップは敗退となり、AFCアジアカップ2019・3次予選に進出した。

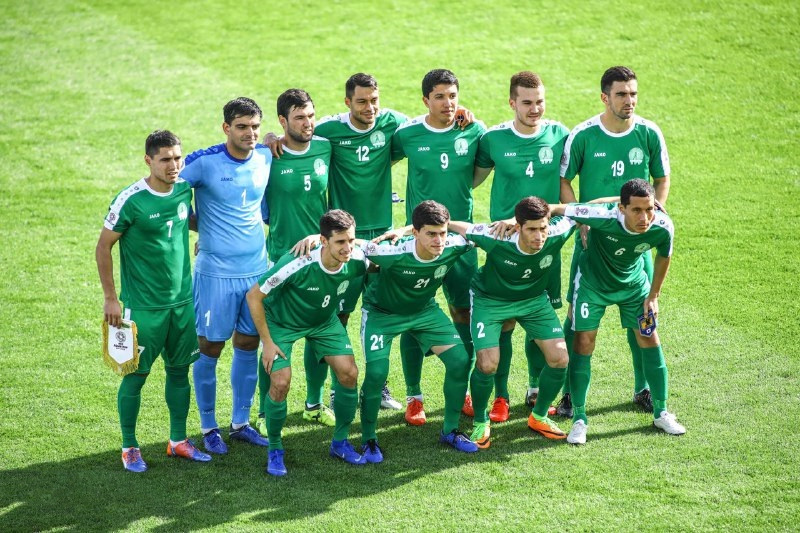
AFCアジアカップ2019でのトルクメニスタン代表

#### アジア杯に14年ぶり出場
2019年のアジアカップ・3次予選グループEをバーレーンに次ぐ2位で終え、4大会ぶり2回目の本大会出場を決めた。本大会では日本、ウズベキスタン、オマーンと同組となった。初戦ではアジアの強豪日本に対し前半リードも逆転負け。第2戦のウズベキスタン戦では前半だけで4失点して敗北。最終戦のオマーン戦も1-3で敗れ、グループ最下位で敗退となった。カタール開催のAFCアジアカップ2023の予選では本大会出場権を得られず、2大会連続出場とはならなかった。

## ワールドカップの成績
- 1998 - 1次予選敗退
- 2002 - 1次予選敗退
- 2006 - 1次予選敗退
- 2010 - 3次予選敗退
- 2014 - 2次予選敗退
- 2018 - 2次予選敗退
- 2022 - 2次予選敗退
- 2026 - 2次予選敗退

## AFCアジアカップの成績
| 開催年 | 結果               | 試合         | 勝利         | 引分         | 敗戦         | 得点         | 失点         |
| ------ | ------------------ | ------------ | ------------ | ------------ | ------------ | ------------ | ------------ |
| 1992   | 不参加             | 不参加       | 不参加       | 不参加       | 不参加       | 不参加       | 不参加       |
| 1996   | 予選敗退           | 予選敗退     | 予選敗退     | 予選敗退     | 予選敗退     | 予選敗退     | 予選敗退     |
| 2000   | 予選敗退           | 予選敗退     | 予選敗退     | 予選敗退     | 予選敗退     | 予選敗退     | 予選敗退     |
| 2004   | グループリーグ敗退 | 3            | 0            | 1            | 2            | 4            | 6            |
| 2007   | 不参加             | 不参加       | 不参加       | 不参加       | 不参加       | 不参加       | 不参加       |
| 2011   | 予選出場辞退       | 予選出場辞退 | 予選出場辞退 | 予選出場辞退 | 予選出場辞退 | 予選出場辞退 | 予選出場辞退 |
| 2015   | 不参加             | 不参加       | 不参加       | 不参加       | 不参加       | 不参加       | 不参加       |
| 2019   | グループリーグ敗退 | 3            | 0            | 0            | 3            | 3            | 10           |
| 2023   | 予選敗退           | 予選敗退     | 予選敗退     | 予選敗退     | 予選敗退     | 予選敗退     | 予選敗退     |
| 合計   | 2大会出場          | 6            | 0            | 1            | 5            | 7            | 16           |

## アジア競技大会の成績
| 開催年 | 結果    | 試合 | 勝利 | 引分 | 敗戦 | 得点 | 失点 |
| ------ | ------- | ---- | ---- | ---- | ---- | ---- | ---- |
| 1994   | ベスト8 | 5    | 1    | 3    | 1    | 7    | 9    |
| 1998   | ベスト8 | 6    | 3    | 2    | 1    | 10   | 9    |
| 合計   | 2/17    | 11   | 4    | 5    | 2    | 17   | 18   |

## AFCチャレンジカップの成績
| 開催年 | 結果               | 試合 | 勝利 | 引分 | 敗戦 | 得点 | 失点 |
| ------ | ------------------ | ---- | ---- | ---- | ---- | ---- | ---- |
| 2006   | 不参加             | -    | -    | -    | -    | -    | -    |
| 2008   | グループリーグ敗退 | 3    | 1    | 1    | 1    | 6    | 2    |
| 2010   | 準優勝             | 5    | 3    | 2    | 0    | 6    | 2    |
| 2012   | 準優勝             | 5    | 3    | 1    | 1    | 9    | 4    |
| 2014   | グループリーグ敗退 | 3    | 1    | 0    | 2    | 6    | 6    |
| 合計   | 4/5                | 14   | 8    | 4    | 7    | 25   | 13   |

## 歴代監督
- ラヒム・クルマンマメドフ 1994-2007
- ボリス・グリゴリャンツ 2007-2009
- ヤズグリー・ホジャゲルディエフ 2010.2-2014.1, 2017.1-2019.1
- アンテ・ミシェ 2019.3-2020.3

## 歴代選手
GK
DF
MF
- ルスラン・ミンガゾフ 2009-
- アルスランムラト・アマノフ 2009-

FW
- ウラジミール・バイラモフ 2000-2013
- スレイマン・ムハドフ 2012-